# José Javier Eguiguren
José Javier de Eguiguren y Ríofrío (Loja, 3 de diciembre de 1815 - finales de  1884) fue un político y abogado ecuatoriano. Fue Encargado del Poder Ejecutivo del Ecuador, entre de octubre a diciembre de 1875. 

## Biografía

### Familia
José Javier nació el 3 de diciembre de 1815, en la Hacienda "Chongopita" [cita requerida] de la ciudad ecuatoriana de Loja. 
Hijo de José Gonzalo de Eguiguren y Aguilera, Alférez real, Regidor Perpetuo y Alguacil Ordinario del Cabildo de Loja, Ecuador y de su esposa  Francisca de Riofrío y Riofrío. Nieto del militar vasco Dionisio de Eguiguren y Arzube, Alcalde Ordinario del Cabildo de Loja, su esposa fue Ninfa de Aguilera Gamboa y Román , ella descendía de  Diego de Aguilera y Gamboa, Maestre de Campo del Tercio Viejo de Portugal en Cataluña Gobernador de Puerto Rico y Capitán general de Puerto Rico, a su vez descendiente directo del Rey Ramiro I de Asturias.[cita requerida]
José Javier se casó con Isabel Valdivieso y Carcelén, nieta de Felipe Carcelén, VI marqués de Solanda y VI Marqués de Villarocha.

### Vida política
Asistió como Diputado por su provincia, a la Convención Nacional que se reunió en Quito, del 8 de diciembre de 1850 al 26 de junio de 1851. Dicha convención -al igual que muchas otras- fue célebre por las dificultades que tuvo para elegir Presidente de la República, pues los dos candidatos más fuertes -Antonio Elizalde y Diego Noboa- compartieron varias veces el resultado de las votaciones, hasta que finalmente Elizalde declinó su candidatura y Noboa fue elegido para conducir los destinos de la patria.
Fue Ministro de Hacienda, durante la segunda presidencia de Gabriel García Moreno, y luego del asesinato de este, y en vista de que el Encargado del Poder -Francisco León Franco-, había empezado a sufrir de una grave enfermedad mental, Eguiguren ocupó la Presidencia de la República como Encargado del Poder Ejecutivo, entre octubre a diciembre de 1875.
Durante su corta administración le correspondió firmar el decreto por medio del cual se declaró a García Moreno «Regenerador de la Patria y Mártir de la Civilización Católica».
Renunció a su cargo y entregó el mando de la República al Presidente del Senado, Rafael Pólit Cevallos; quien presidió las elecciones en las que triunfó Antonio Borrero. Posteriormente desempeñó el cargo de Ministro del Tribunal de Cuentas.
Más tarde se retiró a la vida privada y falleció a finales de 1884.